# Miss Fallaci
Miss Fallaci — італійський телесеріал 2024 року на RAI, виробництво Paramount Global Television International Studios і Minerva Pictures спільно з RedString. У фільмі, створеному Алессандрою Гоннеллою та Дієго Лореджіаном, режисерами Лука Рібуолі, Джакомо Мартеллі та Алессандрою Гоннеллою, є Міріам Леоне, яка зіграє журналістку Оріану Фаллачі. Його створюють Санто Версаче, Джанлука Курті та Дієго Лореджіан. Віола Рісполі та Том Грівз є головними сценаристами.

## Анотація
Події розгортаються наприкінці 1950-х років. Розповідається про ранню кар'єру Оріани Фаллачі, коли її ще називали «дівчиною з кіно» та вона працювала репортером в італійському щотижневому журналі L’Europeo. Саме в цей час Фаллачі перетворила свою першу поїздку до Сполучених Штатів на унікальну можливість, зустрівши надзвичайні особистості та намалювавши гострий, часто грубий та іронічний портрет американської культури та реальності за гламурним фасадом Голлівуду. Ці роки також були відзначені глибокими особистими потрясіннями, включаючи інтенсивні та неспокійні стосунки з колегою-журналістом Альфредо П’єроні. Ці стосунки, сповнені пристрасті, а також невпевненості та страхів, зрештою втягнули Фаллачі в спіраль самознищення. Перш за все, це був період, коли молода жінка з надзвичайною рішучістю та талантом відкрила свою справжню місію: говорити правду. І вона зрозуміла, що для цього їй потрібна лише найпотужніша зброя: її голос, унікальний і самобутній.

## Акторський склад
- Міріам Леоне в ролі Оріани Фаллачі
- Йоханнес Хаукур Йоганнессон в ролі Орсона Веллса
- Мауріціо Ластріко в ролі Альфредо П'єроні
- Франческа Агостіні — Джованна Корсі
- Франческо Колелла в ролі Аттіліо Баттістіні
- Леонардо Ліді — Карло Морганті
- Ізабелла Табаріні — Рита
- Кен Дюкен — Альберт Гордон
- Дебі Мейзар — Луелла Парсонс
- Розанна Джентіле — Тоска Фаллачі
- Джордано де Плано в ролі Едоардо Фаллачі
- Дейзі Джеллі в ролі Джейн Менсфілд
- Девід Туччі — Френк Сінатра
- Філіп Крістофер — Артур Міллер
- Ханна Чінн — Ширлі Мак-Лейн
- Аксель Б. Штайнмюллер — Генрі Кіссінджер
- Аксель Галлуа в ролі Жака Лару

## Виробництво
Paramount+ замовила серіал у Minerva Pictures у жовтні 2021 року. У лютому 2023 року стало відомо, що це серіал із восьми частин із Віолою Рісполі як головним сценаристом та Санто Версаче та Джанлукою Курті як продюсерами, у співпраці з RedString. Зйомки серіалу почалися в Італії у 2023 році. Серед місць зйомок – Рим.

## Трансляція
Прем’єра серіалу відбулася на 19-му Римському кінофестивалі 20 жовтня 2024 року, а в Італії планували показати його в 2024 році.